# Piera Oppezzo
Piera Oppezzo (Torino, 2 agosto 1934 – Miazzina, 19 dicembre 2009) è stata una poetessa italiana.

## Biografia
Piera Oppezzo nasce a Torino nel 1934 in una famiglia molto modesta. Per vivere ha fatto la sarta, la commessa, la dattilografa, la collaboratrice editoriale.
Autodidatta, pubblica le sue prime poesie nel febbraio del 1961 sulla rivista La nostra Rai e successivamente ne pubblica altre su La Fiera Letteraria di Vincenzo Cardarelli. La sua prima raccolta di poesie L'uomo qui presente esce nel 1966 a cura della casa editrice Einaudi.
Nel 1966 va a vivere a Milano.
Nel 1975 con Nicoletta Gasperini, Raffaella Finzi, Ileana Faidutti, Daniela Candio e Mimi Legnani costituisce il collettivo “Pentole e Fornelli” che esordisce a Milano al Parco Lambro per il Festival di Re Nudo e porta per l'Italia uno spettacolo di canzoni e testi poetici in cui lei stessa recitava.
Le sue poesie sono pubblicate in antologie italiane e straniere e su numerose riviste: "Anterem", " Il Manifesto", "Lapis", "La Salamandra", "Leggere", "Nuovi Argomenti", "Tam Tam", "Linea d'ombra".
Muore il 19 dicembre 2009 in una clinica a Miazzina sul Lago Maggiore.

## Critica
Giovanni Raboni scrive del primo libro di poesie di Piera Oppezzo: "... la Oppezzo fa di tutto per metterci sulle tracce di una poesia disadorna e come afona, priva di dimensioni e di colori, una poesia il cui partito preso è quello dell'indifferenza espressiva, dell'appiattimento della parola al suo elementare, irriducibile nucleo gnomico".

## Opere

### Poesia
- L'uomo qui presente (Einaudi, 1966)
- Sì a una reale interruzione (Geiger, 1976),
- Le strade di Melanctha (Nuovi Autori, 1987)
- Andare qui (Manni, 2003)
- Una lucida disperazione (Interlinea, 2016, postumo, a cura di Luciano Martinengo)
- Esercizi d'addio, poesie inedite 1952-1965 (Interno Poesia Editore, 2021, postumo, a cura di Luciano Martinengo)

### Prosa
- Minuto per minuto (La Tartaruga, 1978)
- Racconta (La Tartaruga Milano 1989)
- A note legate (Corpo 10, 1991)

### Traduzioni
- Pel di carota di Jules Renard, Guanda, Milano 1985.
- Il Profeta di Kahlil Gibran, Studio Editoriale, Milano 1986.
- Il mondo e il mio obiettivo  di  Gisèle Freund , Abscondita 2011.

## Cinematografia
Nel 2019 esce in sala Il mondo in una stanza. Piera Oppezzo poeta (52') documentario prodotto e realizzato dal regista Luciano Martinengo, amico di Piera Oppezzo. Il documentario omaggia, attraverso interviste a amici, collaboratori e critici letterari, la vita e l'opera della poetessa.